# VRC IV

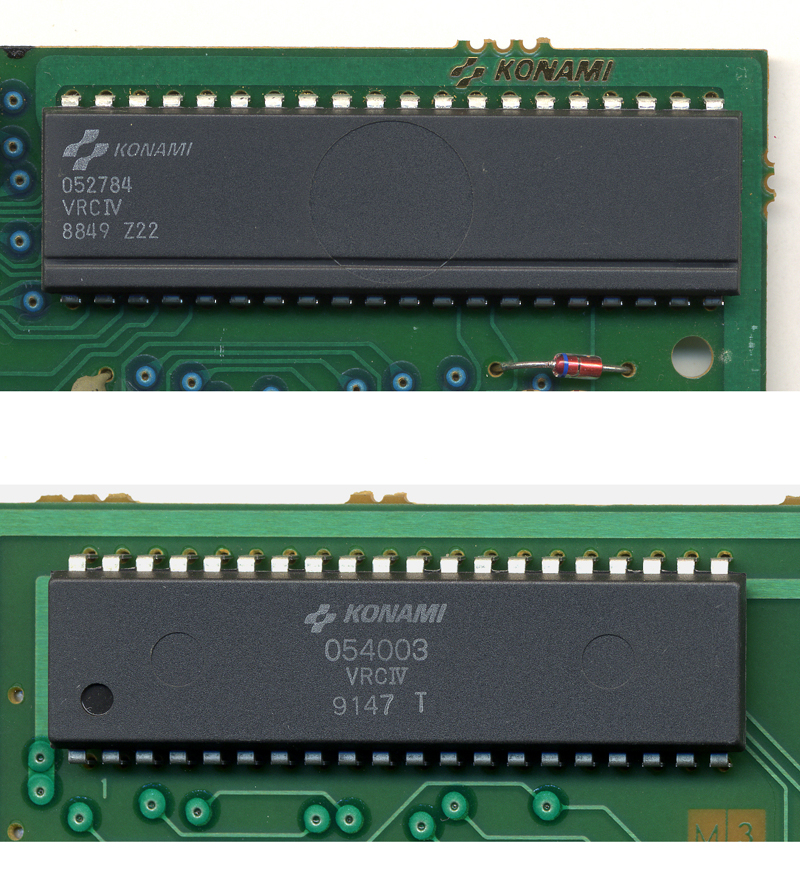
VRC IV 「RC832 グラディウスII」実装例（上）とRC857 がんばれゴエモン外伝2〜天下の財宝〜実装例（下）

VRC IV（ヴィーアールシーフォー、Virtual Rom Controller 4）はコナミ（後にコナミデジタルエンタテインメントへ分社）が開発したファミリーコンピュータ（ファミコン）用のROMバンクコントロールチップである。

## 仕様
- プログラムROMとキャラクターROMをそれぞれバンク切り換え可能
- 16KビットSRAMコントロール可能
- パッケージ：40ピンDIP - VRC IVには3種類あり、パッケージ形状や表面の印刷、文字形状、ロット管理番号などから富士通製やシャープ,日本電気製と思われる。

## VRC IV搭載ゲーム
- RC832 グラディウスII
- RC840 がんばれゴエモン外伝 きえた黄金キセル[要出典]
- RC856 クライシスフォース[1]
- RC857 がんばれゴエモン外伝2〜天下の財宝〜